# Гней Корнелий Долабела (роднина на Галба)
Вижте пояснителната страница за други личности с името Гней Корнелий Долабела.
Гней Корнелий Долабела (на латински: Gnaeus Cornelius Dolabella; † 69 г.) e римски конник, роднина на римския император Галба.
Произлиза от клон Долабела на фамилията Корнелии. Вероятно е внук на Публий Корнелий Долабела (консул 10 г.).
Император Галба, който е негов роднина му обещава да го осинови, но се отказва. Затова неговият наследник Отон изгонва Долабела в Аквинкум в Панония. След смъртта на Отон той напуска Аквинкум, но Планций Вар го издава на новия император Вителий и той нарежда да го заведат в Интерамна и 69 г. по пътя за там го убиват.
Той е втори съпруг на Петрония, която в първи брак е била омъжена с бъдещия император Вителий.
Техният син Сервий Корнелий Долабела Петрониан e консул през 86 г. и баща на
Сервий Корнелий Долабела Метилиан Помпей Марцел (суфектконсул 113 г.).